# Enfermería pediátrica

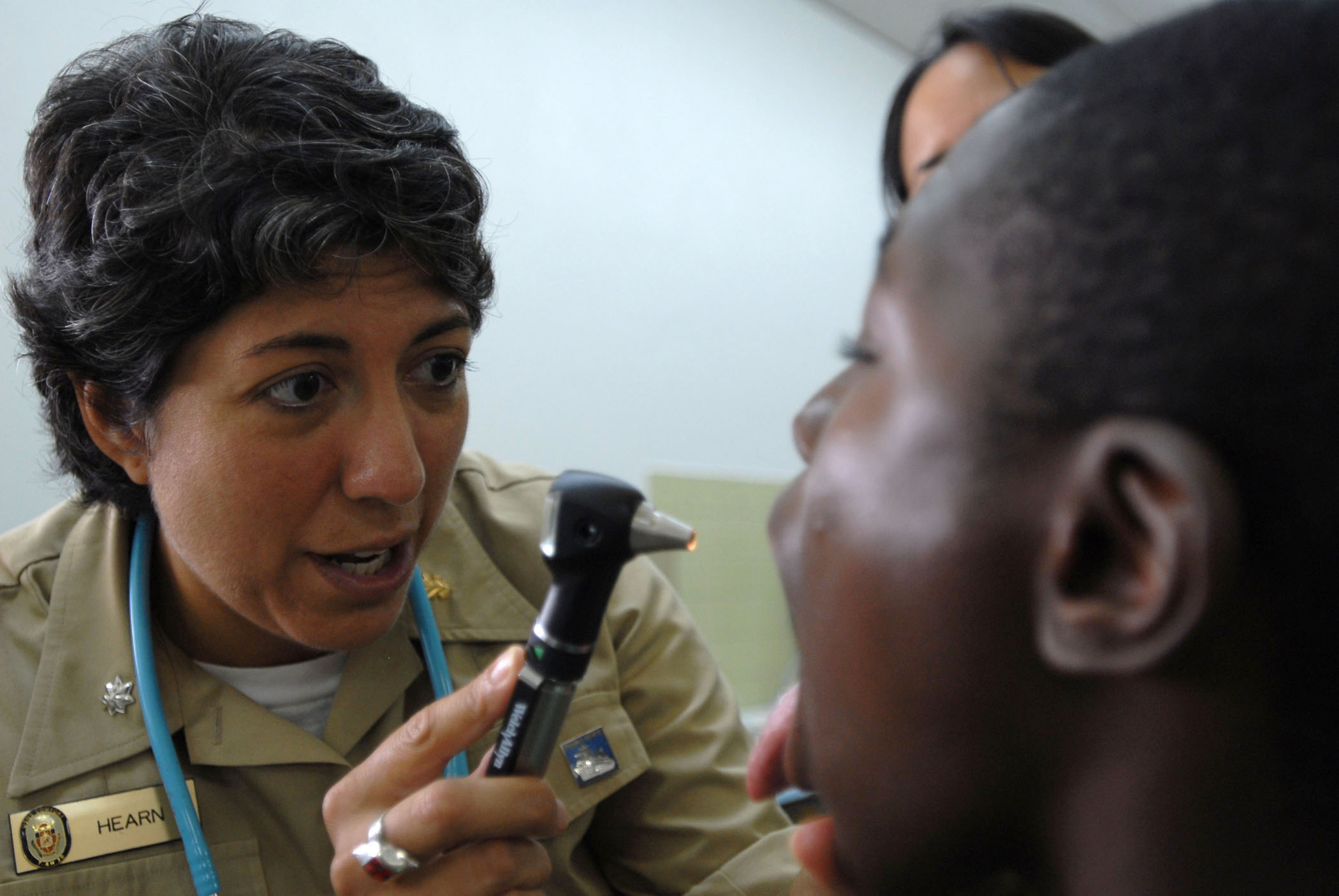
Una enfermera pediátrica inspecciona la garganta de un paciente en la Fundación Dental Juvenil.

La enfermería pediátrica se encarga de proporcionar cuidados de enfermería a bebés, niños y adolescentes hasta los 17 años de edad. Aplican su conocimiento especializado para satisfacer las necesidades particulares de los niños. Pueden trabajar con los pacientes que tienen una enfermedad o lesión de duración variable, o con niños que tienen discapacidades. Los enfermeros(as) pediátricos también trabajan en estrecha colaboración con las familias y cuidadores de los niños.

## Historia
Antiguamente, las madres y comadronas tenían la responsabilidad de la salud de los niños, hasta que en el siglo XV, se comienzan a tomar en cuenta para dar origen a la especialidad misma, que para el siglo XX se convierte en una disciplina científica. Donde Francia y Alemania son las primeras naciones que desarrollan y ponen en práctica los conocimientos y servicios pediátricos, que se extenderá a toda Europa y a los Estados Unidos.
La enfermería pediátrica se convierte en una especialidad en la segunda mitad del siglo XIX; antes eran las matronas quienes asistían los partos; la medicina popular se usaba para tratar a niños.
Como antecedentes, en el antiguo Egipto aparecen temas de pediatría, cuyas prácticas son realizadas por las mujeres, por su valoración social: "dadoras” de vida, pueden cuidar de los demás.
Sin embargo,  los avances médicos egipcios y griegos no contemplan la necesidad de atender a los niños. Es hasta la Edad Media, cuando se reconoce que el niño tiene alma, por la dificultad de su cuidado hacía que fueran abandonados en las puertas de los hospitales o las iglesias por la noche,  practica realizada tanto por la clase alta como la baja, tal vez, con el concepto de "piedad” y "amor al prójimo”, por lo cual, si la madre moría en el parto, los frailes y monjas se encargaban de hacer una cesárea para dar "cristiana” sepultura a la madre y bautizar al niño, pero si ambos morían se les enterraba de acuerdo a los preceptos de la religión cristiana. Aunque, es más común que sean las comadronas las únicas encargadas de asistir a los partos hasta el siglo XVII cuando aparecen los médicos especializados y encargados de tal situación; por lo que, en realidad, la supervivencia del recién nacido depende de que le suministraran leche de buena calidad, una nodriza sustituta en lugar de la madre, pues al alimentarlos con leche de vaca, la mortalidad en los recién nacidos se elevaba.
Para el siglo XIII en varias obras de carácter científico, se aconseja a la nodriza que desempeñe las funciones que haría la madre en un hogar pobre; además de la lactancia, limpiar al niño, hablarle, masticarle la comida, entre otras.
Para el siglo XV, en España, en un hospital de Barcelona, se reglamenta lo que una mujer debe procurar en el cuidado de los niños, la cual debía ser notable, honesta y de buenas costumbres.
A finales del siglo XVI, aparecen los primeros tratados materno-infantiles realizados por médicos, con ideas de Hipócrates. En México, Vasco de Quiroga, recibe el calificativo de "Protector del niño indio en América”, al fundar la primera casa-cuna, como un recordatorio de las acciones realizadas por las culturas mesoamericanas que tienen un especial cuidado y dedicación con los niños.
En el siglo XVIII, hay un interés sobre el niño, pues la tasa de mortalidad es alta. Tal vez, ocasionado por los escritos de Juan Jacobo Rousseau y Juan Enrique Pestalozzi para educar al niño según sus características psicológicas y físicas, donde la salud de estos es importante para lograr una formación completa del futuro "ciudadano”.
Con estos conceptos, en la segunda mitad del siglo XIX, aparecen los primeros hospitales infantiles, por ejemplo, en E.U. el Hospital de Niños en Filadelfia (1855) es el primer hospital de pediatría donde se origina la especialidad; aunque no se admitían niños con problemas de comunicación hasta 1895, cuando comienza a funcionar la escuela de enfermería, con lo que ya contó con el personal y equipo de trabajo con conocimientos para brindar el nivel de atención y cuidado necesario. En España, se funda el Hospital del Niño Jesús, durante este periodo el niño comienza a considerarse como objeto de conocimiento científico,  que continuará durante el siglo XX, tomando en cuenta la formación de las enfermeras y el establecimiento de las escuelas de enfermería alrededor del mundo; como en el caso de México (1905).

## Características
Para realizar su papel el enfermero o enfermera pediátrica debe tener una serie de conocimientos, entre los que no pueden faltar los siguientes:
- Características biológicas del niño como son: crecimiento, morfología, inmadurez orgánica, nutrición e inmunidad.
- Características médicas: expresividad a diferentes reacciones clínicas, influencia genética, terapéutica genuina (absorción, preparación de fármacos en dosis distintas).
- Características sociales; ambientales y pedagógicas.
- Urgencias y situaciones críticas que se pueden presentar en pediatría. Identificarlas y saber actuar en cada caso.
- Patologías agudas y crónicas más frecuentes en pediatría.
- Programas de salud aplicables en la edad pediátrica, vacunas, controles, alimentación, etc.

Además, para el ejercicio de su profesión debe identificar sus objetivos y sus necesidades y planificar sus actividades del mejor modo posible para resolver los problemas que surjan. Entre sus principios están:
- Actuar para solucionar la urgencia prestada
- Ayudar a minimizar el dolor del niño y de su familia.
- Mantener las funciones vitales del niño.
- Mantener la integración de la piel.
- Favorecer el contacto del niño con sus padres.
- Tomar las medidas adecuadas para la estimulación y el desarrollo.
- Preparación psicológica ante cualquier procedimiento médico.
- Respetar las diferencias culturales